# Гиллер, Иоганн
Иоганн фон Гиллер (нем. Johann von Hiller; 10 июня 1754, Броды — 5 июня 1819, Лемберг) — барон, генерал-фельдцейхмейстер австрийской службы, кавалер ордена Марии Терезии.

## Биография
Родился 10 июня 1754 года в Бродах (Галиция), был сыном полковника.
Вступил в 1770 году в службу в 8-й пехотный полк.
В 1778—1779 году Гиллер участвовал в войне за Баварское наследство, затем в 1788—1791 годах в рядах корпуса Лаудона сражался против турок и за отличие при штурме Нови был награждён орденом Марии Терезии. В 1789 году получил чин полковника и в следующем году стал адъютантом Лаудона.
Произведённый в 1794 году в генерал-майоры Гиллер находился в Италии и участвовал в Первой коалиционной войне, с 1796 года командовал бригадой в Рейнской армии.
Во Второй коалиционной войне он сражался в Италии и отличился в 1799 году в битве при Цюрихе, затем находился в Нидерландах.
В начале 1805 года Гиллер произведён был в фельдмаршал-лейтенанты и командовал войсками в Тироле и Форарльберге, отличился также в сражениях войны Третьей коалиции.
В кампании 1809 года Гиллер заработал себе славу блестящего полководца. Командуя 6-м армейским корпусом, a в начале военных действий левым крылом всей австрийской армии (5-й корпус эрцгерцога Людвига, 6-й корпус генерала Гиллера и 2-й резервный корпус генерала Кинмайера), он вынужден был, после поражения австрийцев при Абенсберге, отступить в Ландсгут; этим армия эрцгерцога Карла была совершенно разделена на две части. Генерал Гиллер, командуя войсками, которые находились на правом берегу Дуная, хотя и был разбит Наполеоном при Ландсгуте, но при Ноймарке сумел отбиться от преследовавших его дивизий Вреде, Молитора и Удино, под главным начальством Бессьера, и оттеснил их назад до Вильсбибурга. За это дело он получил командорский крест ордена Марии Терезии. Но эта победа не могла остановить шествия превосходящих сил французов, и Гиллер отступил через Берггаузен на Линц, а оттуда к Эбельсдорфу, на реку Энс. Здесь он храбро сопротивлялся, 3 мая, стремительным атакам Массены, но под угрозой обхода своей армии французскими корпусами, вынужден был оставить свою позицию, отступить к Эмсу, а оттуда при Маутерне переправился на левый берег Дуная.
13 мая, в день сдачи Вены, Гиллер сражался на Идельзеерском поле против Ланна, после чего притянув к себ венский гарнизон, он соединился, 16 мая, с эрцгерцогом Карлом.
В сражении при Асперне 20 и 21 мая Гиллер, командуя правым крылом австрийцев, овладел Асперном, нанёс французам большой урон, и настоятельно, но тщетно, старался получить позволение эрцгерцога Карла преследовать разбитого неприятеля на остров Лобау. Вследствие скандала с эрцгерцогом Гиллер оставил армию, причём официальная причина отставки звучала как «в связи с внезапной и тяжёлой болезнью».
В кампании 1813 года, Гиллер, будучи фельдцейхмейстером, начальствовал армией Внутренней Австрии, впоследствии называвшейся Итальянской армией, в 50 000 человек, и назначенной для завоевания Иллирии и наступления на вице-короля Италийского. Из Клагенфурта он двинулся через Иллирию и Тироль, прогнал 8 октября неприятеля из крепкой позиции при Тарвисе, расположил 12 ноября свою главную квартиру в Виченце, и оттеснил вице-короля к Вероне. В декабре того же года был Гиллер был отозван к большой армии, и вместо его над Итальянской армией принял начальство граф Беллегард.
После Парижского мира Гиллер сделан был главнокомандующим в Трансильвании, а затем в Галиции и президентом военного суда в Лемберге.
Он умер в Лемберге 5 июня 1819 года.

## Память
Популярность Гиллера в австрийской армии была колоссальна, позднейшие писатели его характеризовали как «Радецкий своего времени».